# 第105师团
第105师团（Dai-hyakugo Shidan）是日本帝国陆军的一个步兵师团。它的代号是勤兵团（Kin Heidan）。该师团于1944年6月15日在吕宋岛南部组建，组建时为丙级师团。师团的核心是第33独立混合旅和川岛支队。该师最初隶属于第14方面军。

## 行动
第105师团最初驻守马尼拉和比科尔地区。在吕宋岛战役之前，一部分小分队被派往北方驻守。这些小分队中最大的一个被称为“野口支队”。一些分遣队自1945年1月以来在吕宋战役期间在卡加延并被迫撤退至伊富高。 第105师团的大部分成员一直存活到1945年8月15日日本投降。